# بلاجوتا سيكيوليتش
بلاجوتا سيكيوليتش مواليد 14 مارس 1982 في بودغوريتسا، جمهورية يوغوسلافيا الاشتراكية الاتحادية، هو لاعب كرة سلة مونتينيغري. بدأ مسيرته الاحترافية في سنة 1998. يلعب مع فريق بالونكيستو فوينلابرادا في الدوري الإسباني لكرة السلة كلاعب وسط. يحمل الرقم 9. يبلغ طوله 6 قدم 10.75 بوصة (2.1 م).

## المسيرة الاحترافية
لعب مع بودوشنوست من سنة 1998 إلى 2002، ثم لعب مع بارتيزان في موسم 2002–2003، ثم لعب مع إيه إي كي في موسم 2003–2004، ثم لعب مع ريال مدريد لكرة السلة في الدوري الإسباني في موسم 2007–2008، ثم لعب مع أريس في موسم 2008–2009، ثم لعب مع ألبا برلين في الدوري الألماني في موسم 2009–2010، ثم لعب مع جويرينو فانولي باسكت في الدوري الإيطالي في موسم 2010–2011، ثم لعب مع سي بي مورسيا في الدوري الإسباني في موسم 2011–2012.

## روابط خارجية
- بلاجوتا سيكيوليتش على موقع الاتحاد الدولي لكرة السلة (الإنجليزية)
- بلاجوتا سيكيوليتش على موقع الدوري الأوروبي لكرة السلة (الإنجليزية)
- بلاجوتا سيكيوليتش على موقع الدوري الإسباني لكرة السلة (الإسبانية)
- بلاجوتا سيكيوليتش على موقع كرة السلة الأوروبية.كوم (الإنجليزية)
- بلاجوتا سيكيوليتش على موقع ريلجم (الإنجليزية)
- بلاجوتا سيكيوليتش على موقع بروبوليرز (الإنجليزية)
- بلاجوتا سيكيوليتش على موقع سبورتس رفرنس (الإنجليزية)